# Škrobočov
Škrobočov je malá vesnice, část obce Hoslovice v okrese Strakonice v Jihočeském kraji. Nachází se asi tři kilometry severně od Hoslovic. Je zde evidováno 15 adres. V roce 2011 zde trvale žilo třináct obyvatel.
Škrobočov je také název katastrálního území o rozloze 1,31 km².

## Historie
První písemná zmínka o vesnici pochází z roku 1513.

## Obyvatelstvo
| Rok            | 1869 | 1880 | 1890 | 1900 | 1910 | 1921 | 1930 | 1950 | 1961 | 1970 | 1980 | 1991 | 2001 | 2011 | 2021 |
| -------------- | ---- | ---- | ---- | ---- | ---- | ---- | ---- | ---- | ---- | ---- | ---- | ---- | ---- | ---- | ---- |
| Počet obyvatel | 79   | 78   | 70   | 98   | 79   | 69   | 85   | 48   | 45   | 44   | 21   | 11   | 14   | 13   | 14   |
| Počet domů     | 13   | 13   | 13   | 15   | 15   | 15   | 16   | 16   | 16   | 11   | 9    | 11   | 13   | 14   | 14   |

## Obecní správa
Při sčítání lidu v letech 1850–1929 Škrobočov byl osadou obce Hoslovice v okrese Strakonice. V letech 1930–1963 byl osadou obce Hodějov v okrese Strakonice. Od roku 1964 je opět částí obce Hoslovice v okrese Strakonice.

## Pamětihodnosti
- Usedlost čp. 1 (kulturní památka ČR)